# خورخه فلورس (بازیکن بسکتبال)
خورخه فلورس (اسپانیایی: Jorge Flores‎؛ زادهٔ ۳۱ ژانویهٔ ۱۹۵۴ – درگذشتهٔ ۶ ژانویهٔ ۲۰۲۵) بازیکن بسکتبال اهل مکزیک بود. وی در بازی‌های المپیک تابستانی ۱۹۷۶ شرکت کرد.